# Skam España (série télévisée)
Pour les articles homonymes, voir Skam.
Skam España est une série télévisée dramatique pour adolescents espagnole basée sur la série télévisée norvégienne Skam . Ses quatre saisons sont diffusées de septembre 2018 à octobre 2020 sur Movistar+.

## Synopsis
La fiction présente la vie d'un groupe d'adolescents (notamment Eva, Cris, Nora, Viri et Amira) qui étudient au Lycée Isabel la Católica, ancien centre éducatif pour jeunes filles sous le franquisme, près du Parc du Retiro, de Madrid. La série évoque les nombreuses questions que peuvent se poser les jeunes : la solitude, l'acceptation de soi, le harcèlement, la bisexualité, le féminisme, l'autonomisation, la sororité et les relations toxiques.
La série est l'un des premiers grands rôles de la jeune actrice Alba Planas, qui joue le personnage d'Eva.

## Distribution
- Alba Planas : Eva
- Nicole Wallace: Nora
- Gabriel Guevara : Christian